# Nazlet Khater
Nazlet Khater (arabisch نزلة خاطر, DMG Nazlat Ḫāṭir) ist eine Stadt in Ägypten. Sie befindet sich etwa auf der Hälfte des Nils in Ägypten, im Distrikt as-Safiha (arabisch الصفيحة, DMG aṣ-Ṣafīḥa), Region (Markaz) Tahta, Gouvernement Sauhadsch.